# Новомихайлівка (Миколаївський район)
Новомиха́йлівка — село в Україні, у Веснянській сільській громаді Миколаївського району Миколаївської області. Населення становить 21 особу.